# Mika Kikuchi
Mika Kikuchi (Prefettura di Saitama, 16 dicembre 1983) è un'attrice e doppiatrice giapponese.

## Biografia
Mika Kikuchi debutta nel 2000 con la versione giapponese del musical Annie nella parte di Janet. Ottiene parti secondarie in Battle Royale II: Requiem e Suicide Club, fino a quando ottiene la parte di Koume "Umeko" Koudo/DekaPink nella serie televisiva Tokusou Sentai Dekaranger (2004).
Nel 2005 intraprende la carriera di doppiatrice dando voce al personaggio di Mokona nella trasposizione animata del celebre Tsubasa Chronicle delle CLAMP, conducendo successivamente un programma radiofonico dedicato in coppia con Yui Makino, doppiatrice di Sakura nella serie. Ha condotto un programma televisivo per bambini sulla rete pubblica nazionale NHK.

## Interpretazioni

### Film
- Battle Royale II: Requiem (Ayane Yagi)
- Chō Ninja Tai Inazuma! (Jun Terada)
- Mahō Sentai Magiranger vs Dekaranger (Kōme "Umeko" Kodō/Dekapink)
- Φ, Phi (Ayaka)
- Suicide Club (Sakura Kuroda)
- Tokusō Sentai Dekaranger THE MOVIE: Full Blast Action (Kōme "Umeko" Kodō/Dekapink)
- Tokusō Sentai Dekaranger vs Abaranger (Kōme "Umeko" Kodō/Dekapink)

### Televisione
- Tokusō Sentai Dekaranger (Kōme "Umeko" Kodō/Dekapink)
- Chakushin Ari (Kanna)
- Kamen Rider Kabuto (Yuki Tamai)

### Teatro
- Annie (Janet)
- Morning Musume Musical:Love Century -Yume wa Minakerya Hajimaranai- (Chika)
- Ginga Tetsudou no Yoru (Kaoru)
- NOISE (Mami)
- My Life (Yumi)

### Doppiaggio
- Capeta (Monami Suzuki)
- Fuuto PI (Kanna Kubokura)
- Mai-Otome (Arika Yumemiya)
- Pokémon: Battle Frontier (Hiromi)
- The Red Ranger Becomes an Adventurer in Another World (Emily Tobihoshi/Kizuna Yellow)
- Tsubasa Chronicle (Mokona Modoki)
- Tsubasa Chronicle: la Principessa nel Regno delle Gabbie per Uccelli (Mokona Modoki)
- Tsubasa TOKYO REVELATIONS (Mokona Modoki)
- xxxHOLiC (Mokona Modoki)
- xxxHOLiC: Sogno di una notte di mezza estate (Mokona Modoki)
- Tutor Hitman Reborn! (Bluebell)